# Alvaro Tejeda
Pas d'image ? Cliquez ici

a Compétitions nationales et continentales officielles uniquement.

b Matchs officiels uniquement.
Dernière mise à jour le 6 janvier 2025.
Alvaro Luis Tejeda, né le 6 juin 1977 à San Miguel de Tucumán, est un joueur de rugby argentin. Il joue en équipe d'Argentine et évolue au poste de talonneur.

## Biographie
Alvaro Tejeda est formé au Tucumán Lawn Tennis (es), avant de connaître la majorité de sa carrière professionelle en Italie à l'US Rugby Benevento (it), au Benetton Rugby Trévise puis au Rugby Parme.
Il honore sa première cape internationale avec l'équipe d'Argentine le 7 juin 2008 contre l'équipe d'Écosse.

## Statistiques en équipe nationale
- 3 sélections en équipe d'Argentine
- 1 essai, 5 points
- Sélection par année : 3 en 2008